# 緋縅力弥 (1856年生)
緋縅 力弥（ひおどし りきや、安政3年（1856年）3月 - 明治21年（1888年）9月9日）は、武蔵国豊島郡（現在の東京都中央区）出身で玉垣部屋に所属した元力士。本名は玉垣 辰藏（旧名小柴辰五郎）。10代玉垣。身長は不明。体重は105kg。最高位は東前頭筆頭。

## 経歴
幼年時に玉垣部屋に入っていたが、1873年4月、17歳の時に序ノ口の土俵に上がり、相撲人生をスタートさせる。恵まれた体格を持ちながらも、それを活かせず時間がかかったが、1881年5月荒玉辰五郎の四股名で新入幕を果たす。1883年5月に東前頭筆頭の地位に上げたのを機に、玉垣部屋の名大関の緋縅力弥の四股名を継承する（これ以前に緋縅だけは受け継いでいた）。その後、1885年5月より二枚鑑札となり、力士稼業に加え親方業にも励んでいたが、1888年9月9日に長野県での巡業中に、湯田中温泉で急死した。

## 成績
- 番付在位場所数：30場所
- 幕内在位：15場所
- 幕内成績：30勝41敗65休13分1預

### 場所別成績
| 1873年 （明治6年） | 東序ノ口33枚目 – | 西序ノ口17枚目 – |
| 1874年 （明治7年） | 東序二段34枚目 – | 東序二段24枚目 – |
| 各欄の数字は、「勝ち-負け-休場」を示す。 優勝 引退 休場 十両 幕下 三賞：敢=敢闘賞、殊=殊勲賞、技=技能賞 その他：★=金星 番付階級：幕内 - 十両 - 幕下 - 三段目 - 序二段 - 序ノ口 幕内序列：横綱 - 大関 - 関脇 - 小結 - 前頭（「#数字」は各位内の序列） |                  |                  |

| 1875年 （明治8年） | x                                   | 東序二段5枚目 –           |
| 1876年 （明治9年） | 東三段目25枚目 –                    | 東三段目22枚目 –          |
| 1877年 （明治10年） | 番付非掲載 不出場                   | 西三段目29枚目 –          |
| 1878年 （明治11年） | 西三段目14枚目 –                    | 西三段目4枚目 –           |
| 1879年 （明治12年） | 西幕下34枚目 –                      | 東幕下 2–0 （対十両相当） |
| 1880年 （明治13年） | 西幕下14枚目 3–0 2分 （対十両相当） | 西幕下9枚目 7–0 3分       |
| 1881年 （明治14年） | 西幕下6枚目 7–1 2分                 | 西前頭9枚目 3–0–2 5分     |
| 1882年 （明治15年） | 西前頭5枚目 3–2–2 2分1預            | 東前頭2枚目 2–4–2 2分     |
| 1883年 （明治16年） | 東前頭3枚目 6–1–2 1分               | 東前頭筆頭 0–0–10         |
| 1884年 （明治17年） | 東前頭5枚目 6–1–2 1分               | 西前頭筆頭 0–0–10         |
| 1885年 （明治18年） | 西前頭4枚目 4–3–1 2分               | 西前頭3枚目 0–0–10        |
| 1886年 （明治19年） | 西前頭6枚目 2–7–1                   | 東前頭7枚目 1–7–2         |
| 1887年 （明治20年） | 東前頭8枚目 0–3–7                   | 東前頭10枚目 0–0–10       |
| 1888年 （明治21年） | 東前頭11枚目 2–6–2                  | 東前頭11枚目 引退 1–7–2   |
| 各欄の数字は、「勝ち-負け-休場」を示す。 優勝 引退 休場 十両 幕下 三賞：敢=敢闘賞、殊=殊勲賞、技=技能賞 その他：★=金星 番付階級：幕内 - 十両 - 幕下 - 三段目 - 序二段 - 序ノ口 幕内序列：横綱 - 大関 - 関脇 - 小結 - 前頭（「#数字」は各位内の序列） |                                     |                           |

- 1887年までは十両の地位が存在せず、幕内のすぐ下が幕下であった。番付表の上から二段目であるため、現代ではこの当時の幕下は、十両創設後現代までの十両・幕下と区別して二段目とも呼ぶ。
- 二段目11枚目以下の地位は小島貞二コレクションの番付実物画像による。また当時の二段目11枚目以下の星取や勝敗数等の記録については2024年現在相撲レファレンス等のデータベースに登録がなく、特に下位の記録はほとんど現存していないと思われるため、二段目11枚目以下の勝敗数等は暫定的に二段目10枚目以上との対戦の分のみを示す。

## 改名
荒玉辰五郎→緋縅辰五郎(1882年1月場所-)→緋縅力弥(1883年5月場所-)